# 江山市
江山市，浙江省辖县级市，由衢州市代管，位于浙闽赣三省交界处，是浙江省的西南部门户和钱塘江源头之一。杭长高铁、京台（黄衢南）高速、浙赣铁路贯穿全境。区域总面积为2,019.48平方公里。
江山市是浙江省老工业基地、首批20个工业强市建设试点县之一，曾获“中国猕猴桃之乡”“中国白鹅之乡”“中国白菇之乡”“中国蜜蜂之乡”“中国水泥之乡”“中国木门之都”“江南毛氏发祥地”首个“中国村歌之乡”“中国幸福乡村”。
唐武德四年（621年），分信安县地置须江县，为江山建县之始。五代吴越宝正六年（931年），改称江山县。南宋咸淳三年（1267年），改名为礼贤县。元至元十三年（1276年），复名江山县。1987年，撤县设立江山市。2017年6月，江山市被命名国家卫生城市。2018年10月，获得“2018年国家森林城市”荣誉称号。2018年11月，入选2018全国“幸福百县榜”，入选中国县级市全面小康指数前100名。2019年9月，入选首批国家全域旅游示范区。2019全国营商环境百强县。

## 行政區劃沿革
- 春秋战国时，江山为姑蔑一部分。春秋末属越国，战国后期属楚国。
- 秦王政二十五年（公元前222），属会稽郡太末县。
- 新王莽始建国元年（公元9年），改太末县为末治县。
- 东汉建武元年（公元25），恢复太末县名。先后属末治县、太末县。初平三年（192），析太末县西部置新安县，属会稽郡新安县。
- 三国时期孙吴宝鼎元年（266），划会稽郡一部置东阳郡，属东阳郡新安县。
- 西晋太康元年（280），改为信安县。
- 南朝陈天嘉三年（562），东阳郡改为金华郡。
- 隋朝初年，又易名婺州，607年复为东阳郡。
- 唐武德四年（621），析信安县之南川置须江县，以城南有须江得名，隶属越州总管府衢州，为江山建县之始。武德六年，属婺州管辖。垂拱二年（686），恢复衢州，江山属衢州信安县，689年复置须江县，属衢州。
- 五代后唐长兴二年、吴越宝正六年（931），钱镠因县南有江郎山，改须江县为江山县。
- 南宋咸淳三年（1267），改名礼贤县，1276年复名江山。
- 清宣统三年（1911），辛亥革命后，属衢州军政分府管辖。民国元年，直属于省。三年，中华民国北京政府改革政區，省以下设道，属金华道，16年废，24年，属省第五行政督察区，37年，改隶第三行政督察区。
- 1949年5月6日，中国共产党在第二次国共内战攻佔江山县，属衢州专区。1955年改属中华人民共和国金华专区。1985年分设金华、衢州两市，属衢州市。
- 1987年11月27日，国务院批准撤销江山县，设立江山市（县级），属衢州。

## 行政区划
江山市下辖3个街道办事处、11个镇、5个乡：
双塔街道、虎山街道、清湖街道、上余镇、贺村镇、坛石镇、大桥镇、四都镇、新塘边镇、凤林镇、峡口镇、廿八都镇、长台镇、石门镇、大陈乡、碗窑乡、保安乡、张村乡和塘源口乡。

## 人口
根据第七次全国人口普查数据，截至2020年11月1日零时，江山常住人口为494412人。
2022年初户籍人口61.08万人，其中，男性人口31.25万人，女性人口29.83万人，分别占总人口的51.2%和48.8%。全年出生人口4154人，出生率为6.79‰，死亡人口3640人，死亡率为5.95‰，与2020年相比，全市出生率下降1.74个千分点，死亡率下降1.25个千分点，自然增长率为0.84‰，下降0.49个千分点。

## 地理

### 区位
江山市地处浙闽赣三省交界处，东经118°22′37″至118°48′48″和北纬28°15′26″至28°53′27″之间，南北长70.75公里，东西宽41.75公里，总面积2019平方公里。

### 地形地貌
全市地形以丘陵、山地为主，地势南高北低，仙霞岭斜贯东南，怀玉山支脉盘亘西北。最高处为南部大龙岗，海拔1500.3米，最低处北部渡船头，海拔73米。
主要河流为钱塘江水系的江山港，境内流长105公里。建有大(二)型水库2座（碗窑水库、白水坑水库），中型水库1座（峡口水库），水力发电可开发量8.81万千瓦。
全市耕地50.39万亩，其中水田40.34万亩；水面6.13万亩（可供养殖2.3万亩）；山地231万亩，其中黄土丘陵76万亩。

### 气候
气候属亚热带季风区，年平均气温17.1℃上下，年降水量1650～2200毫米，日照时数2063.3小时，无霜期253天左右。

## 交通
- 滬昆鐵路
- 沪昆客运专线
- 46省道
- 48省道
- 205国道
- 京台高速
  -  黄衢南高速公路

## 经济

### 工业
水泥制造为支柱，兼有林业、机电、化工等产业。矿藏有石灰石、萤石、白云石、原煤、石煤、磷矿石、铝土、粘土、大理石、花岗岩、硅灰石等20余种。

### 农业
主产水稻，特产猕猴桃、白鹅、乌骨鸡、蜂产品等。

## 社会

### 教育

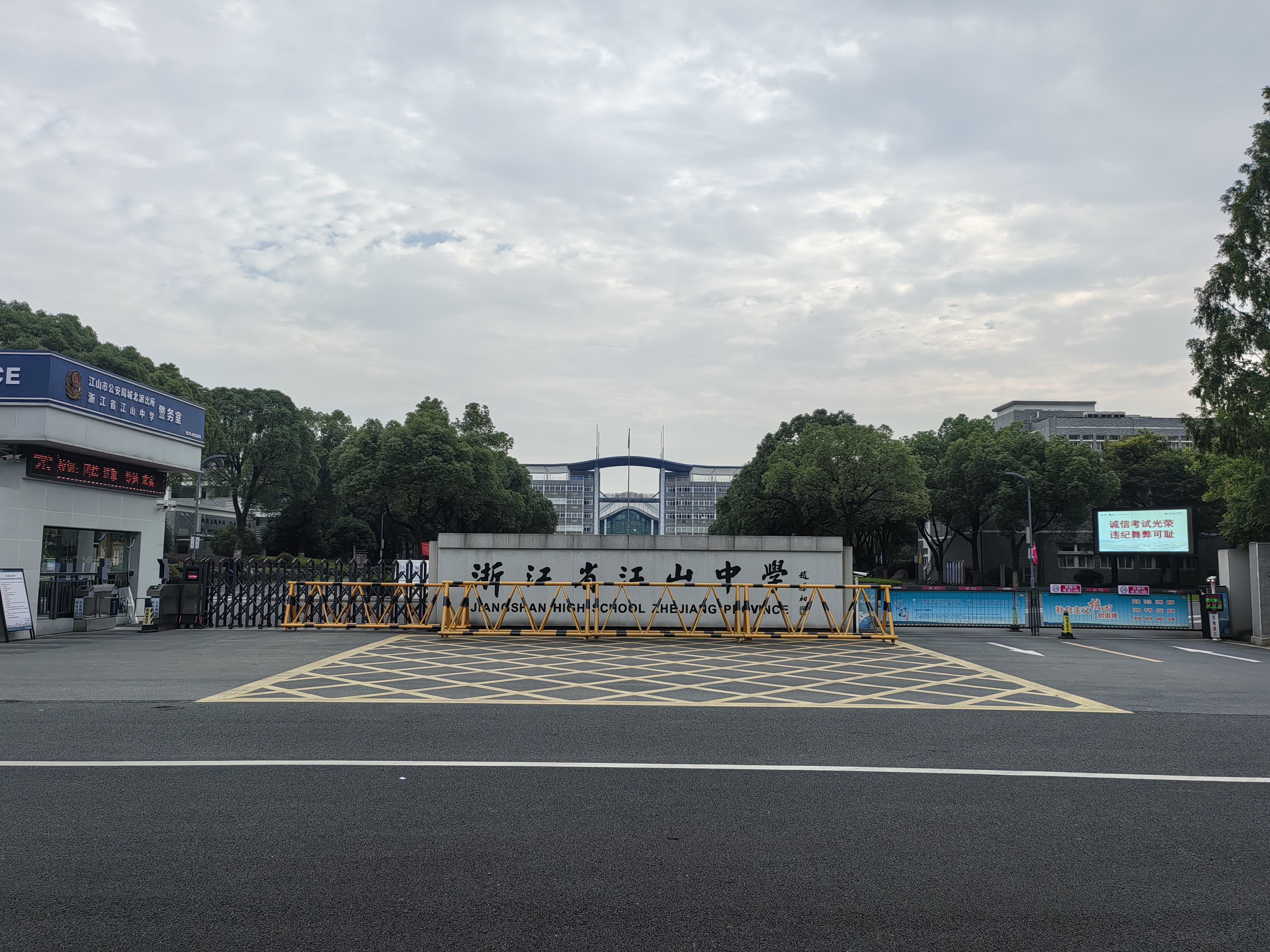
浙江省江山中学

全市现有中小学79所，其中普高5所，职高4所，初中20所，小学50所；有幼儿园182所，电大和教师进修学校各1所，乡镇成校21所。中小学、幼儿园在校(园)生约9.3万余名。全市学校在职教职工5300多人。全市学前三年幼儿入园率92.1%，三残儿童少年入学率99%，初中升高中比率95.95%，普职招生比1：1.01。有省级及以上重点学校5所，有省示范学校16所，省标准化学校39所，衢州市名校10所。

#### 高级中学
- 浙江省江山中学（网站）
- 江山市滨江高级中学（网站）
- 江山市第五中学
- 江山市第八中学(网站)
- 江山实验中学(网站)
- 江山锦绣外国语学校

#### 其它学校
- 浙江广播电视大学江山分校（网站）
- 江山教师进修学校
- 江训学校（网站 （页面存档备份，存于））
- 浙江省江山中专（网站 （页面存档备份，存于））
- 江山职业教育中心(网站)
- 江山文武学校
- 江山市工商联职业技术学校（网站 （页面存档备份，存于））

### 方言
江山话是指浙江省衢州江山市的方言，福建省浦城县部分人使用，当地人称之为“江山腔”。江山话是一种古老的语言，其中夹杂着文言词汇，不能和普通话直接交流。

## 风景名胜
江山位于浙闽赣三省交界处，境内山川秀美，文化古迹星罗棋布。群山巍峨绵延的仙霞岭是武夷山脉余支，也是浙江境内诸山脉的“祖山”。发源于仙霞山脉的须江是钱塘江上游的重要支流。蜿蜒数百里的仙霞古道是历史上连接浙闽两省的最主要的纽带。
- 江郎山是世界自然遗产、国家级重点风景名胜区、国家AAAAA级旅游景区，位于市境南部，属于丹霞地貌。三石峰凌空拔地而起，状似“川”字，蔚为壮观。山上最著名景点有郎峰天游、一线天、伟人峰、开明禅寺等。
- 石门镇清漾村是毛泽东家族的祖居地、江南毛氏发祥地，有清漾祖宅、清漾塔、毛子水故居等历史建筑。始编于北宋的《清漾毛氏族谱》，被确定为首批国宝级珍贵档案遗产，由国家档案馆收藏。
- 三卿口制瓷作坊是国家级重点文物保护单位，是中国传统家庭式手工作坊的“活化石”。
- 仙霞关是仙霞古道上的重要关隘，是国内保存最为完整的唐末黄巢起义遗址，有“八闽咽喉”之称。
- 戴笠故居位于保安乡，是中华民国军统局长戴笠亲手设计的住宅，宅内明梯暗道，机关重重，犹如迷宫。
- 廿八都镇是国家历史文化名镇，镇上3000多居民，有142种姓氏和13种方言，式样各异的民居和公共建筑多为明清时期所建，至今保存完好。
- 浮盖山堆石洞群系古代地壳运动形成的原始生态景观，因山颠有巨石为盖，若浮若动，故名。
- 月亮湖(碗窑水库）、峡里湖(峡口水库)

- 江郎山
- 廿八都镇
- 廿八都镇文昌阁

## 历代名人
民国时期江山走出了65位国民党将军，这在全国2500多个县市中实乃罕见，江山是名副其实的“国民党将军县”。尤其是以军事委员会调查统计局（军统）的先后两任局长戴笠和毛人凤为代表的“军统江山帮”，曾经盛极一时。

## 特产
江山绿牡丹、江山白菇：中国地理标志产品。